# A Short Apnea
A Short Apnea è un gruppo rock avanguardia Italiano attivo nella prima metà degli anni 2000.

## Storia del gruppo
Il gruppo nasce come side-project della band milanese Six Minute War Madness, del quale i due chitarristi Paolo Cantù e Xabier Iriondo fanno parte. Ai due si unisce Fabio Magistrali, già loro collaboratore in qualità di produttore artistico. Pur non staccandosi dalla radice di gruppo rock grazie con due chitarre e batteria, A Short Apnea affronta lo studio di registrazione come strumento creativo, aggiungendo inoltre field recordings.
Il primo omonimo album viene pubblicato dalla Beware! di John Vignola, pubblicato in un box fatto a mano. Dopo sei mesi viene pubblicata la seconda edizione per la neonata Wallace Records. Le stesse etichette pubblicano il secondo album "Illu Ogod Ellat Rhagedia (Ustrainhustri)". L'album raccoglie ottimi riscontri di critica e pubblico, e viene pubblicato anche in Croazia per l'etichetta Earwing Records. Questo porterà il gruppo a suonare in centri sociali, club e festival in Italia e Croazia.
A seguito dell'attività live vengono pubblicati due miniCD che fotografano il lato più sperimentale ("An Indigo Ballad") e quello più elettrico ed energico ("Five Greeny Stages") dei loro live. La condivisione di alcuni live con il gruppo statunitense Gorge Trio porta le due band in studio per le registrazioni dell'album di improvvisazione "...just arrived". La band si scioglie nel 2005, Cantù ed Iriondo proseguono come duo con Uncode Duello.

## Componenti
- Paolo Cantù
- Xabier Iriondo
- Fabio Magistrali

## Produzioni

### Album e Live
- 1999 - A Short Apnea (CD Album, Wallace Records/Beware!)
- 2000 - Illu Ogod Ellat Rhagedia (Ustrainhustri) (CD Album, Wallace Records/Beware!/Earwing)
- 2002 - An Indigo Ballad (miniCD live, Wallace Records)
- 2002 - Five Greeny Stages (miniCD live, Wallace Records)
- 2004 - ....just arrived (CD Album, Wallace Records)

### Compilation
- 1999 - VV.AA. Tracce (CD compilation, Wallace Records)
- 1999 - VV.AA. La Zuccha Polmonate (R.U.N.I. remix CD compilation, Wallace Records/Beware!/Bar La Muerte)